# .ps
.ps為巴勒斯坦地區國家及地區頂級域（ccTLD）的域名。此外还拥有阿拉伯语顶级域名‎。該域名於2000年3月22日啟用。該域名的二级域名注册不受限制；三级域名注册可能会受到限制，這要具体取决于他们所在的二级域名。

## 外部連結
- IANA .ps whois information（页面存档备份，存于）
- Official .ps Web site
- List of .ps certified registrars
- Domain Hacks Suggest（页面存档备份，存于）